# Lapithasa obtusa
Lapithasa obtusa är en insektsart som beskrevs av Baker 1925. Lapithasa obtusa ingår i släktet Lapithasa och familjen Lophopidae. Inga underarter finns listade i Catalogue of Life.